# 30e brigade de cavalerie (Empire allemand)
Pour les articles homonymes, voir 30e brigade.
La 30e brigade de cavalerie est une grande unité de l'armée prussienne.

## Histoire
La 30e brigade de cavalerie est reconstituée le 1er avril 1890 à Sarrebourg, en Lorraine, après que son prédécesseur ait été rebaptisé en 33e brigade de cavalerie (de). Elle fait partie de la 30e division d'infanterie jusqu'au déclenchement de la Première Guerre mondiale, qui est affecté au 15e corps d'armée dont le quartier général est à Strasbourg. Au début de la guerre, elle fait partie de la 7e division de cavalerie, qui fait partie du 3e commandement supérieur de cavalerie (en), dirigé par le général Rudolf von Frommel.

### Garnisons
- 1890 à 1912 Sarrebourg (Lorraine)
- 1912 à 1919 Metz

### Composition
- 1890 à 1896

7e régiment d'uhlans (de), 11e régiment d'uhlans (de)
- 1896 à 1912

11e régiment d'uhlans (de), 15e régiment d'uhlans
- 1912 à 1914

15e régiment de dragons, 9e régiment de hussards
- Division de la guerre lors de la mobilisation en 1914

Comme auparavant
- Division de la guerre le 22 août 1918

Comme auparavant, avec le 25e régiment de dragons (de)

### Première Guerre mondiale
La brigade est déployée sur le front occidental jusqu'au début octobre 1916. Lorsque la Roumanie entra en guerre, elle est déplacée vers l'Est, où elle reste jusqu'à son retour à l'Ouest à la mi-janvier 1917.

### Commandants de brigade
| Nom                         | Date                                          |
| --------------------------- | --------------------------------------------- |
| Ferdinand von Zeppelin      | 1er avril 1890 au 17 novembre 1890            |
| Hans von Engel (de)         | 18 novembre 1890 au 14 juillet 1892           |
| August von Bißing (de)      | 15 juillet 1893 au 5 juin 1896                |
| Conrad von Colmar           | 6 juin 1896 au 19 juillet 1898                |
| Emil von Benzinger          | 20 juillet 1898 au 17 août 1901               |
| Claus von Bredow            | 18 août 1901 au 6 janvier 1904                |
| Franz von Issendorff (de)   | 7 janvier 1904 au 17 août 1906                |
| Werner von Waldenfels (de)  | 18 août 1906 au 19 avril 1910                 |
| Maximilien von Bitter       | 20 avril 1910 au 24 juillet 1911              |
| Kurt von Koscielski         | 25 juillet 1911 au 30 septembre 1912          |
| Raimund von Pelet-Narbonne  | 1er octobre 1912 au 2 février 1914            |
| Ernst von Zieten            | 3 février 1914 au 1er août 1914               |
| Wilhelm von Graevenitz      | 2 août 1914 au 19 octobre 1914                |
| Georges Saenger             | 20 octobre 1914 au 7 juillet 1916             |
| Adolf von Normann-Loshausen | 8 juillet 1916 au 4 mars 1918                 |
| Paul Ludendorff             | 5 mars 1918 au 17 mai 1918                    |
| Günther von Bresler (de)    | 18 mai 1918 au 26 mai 1918                    |
| William von Günther         | 27 mai 1918 au 10 septembre 1918              |
| Walter von Jagov            | 11 septembre 1918 jusqu'à la fin de la guerre |